# 贾斯汀·韦尔比
贾斯汀·波特尔·韦尔比，GCVO（英語：Justin Portal Welby，1956年1月6日—）。曾任为坎特伯里大主教，即普世圣公宗的精神领袖及达勒姆主教。

## 生平
魏杰廷生於倫敦夏洛特皇后與切尔西医院，曾先后就读于锡福德圣彼得中学（St Peter's School, Seaford）、伊顿公学与剑桥大学三一学院，之后在石油界工作，1987年前往达勒姆大学圣约翰学院学习神学。他于1993年成为牧师，后曾任利物浦座堂主任牧师。2011年出任达勒姆主教。

### 坎特伯里大主教
2012年11月9日，英国首相戴维·卡梅伦宣布贾斯汀·韦尔比接替羅雲·威廉斯，将成为第105任坎特伯里大主教，于2013年3月正式接任。

#### 辭任
2024年11月，一份處理已故大律師約翰·史密斯（John Smyth）於20世紀70年代和80年代在教會營地所犯的身體虐待和性虐待指控的獨立審查報告獲發表。調查發現史密斯從著名公立學校物色學生，並將他們帶到自己家棚屋中，用藤條鞭打他們，其中八名男孩總共被鞭打了14,000下，而另外兩名男孩在三年內被鞭打了8000下，但有關指控直到30年後、即2013年才向警方報告。調查認為教會高層在此期間“知道虐待，但未能防止進一步的虐待”。調查形容「相關影響已經持續了40多年」”，代表錯失良機，將其繩之以法。
該報告批評韋爾比在2013年首次獲告知有關指控後，沒有跟進下屬關於他們已將此事轉交給警方的說法。坎特伯里大主教就此再次向受害者道歉，並表示史密斯的虐待“操縱了基督教真理，為他的邪惡行為辯護”。
儘管韋爾比起初表示他不會辭職，但隨著面臨受害者和神職人員壓力日益增加，韋爾比於2024年11月12日宣布將會辭任大主教。韋爾比強調，對於史密斯「長期對令人髮指的虐待行為保持緘默的陰謀」，以及「長期以來對教會歷史性的保障失誤深感羞愧」，他必須負起「個人和機構的責任」，並表示希望他的辭職能清楚表明「英格蘭教會是多麼認真地理解改變的必要性，以及我們對建立一個更安全的教會的深切承諾」。